# Th!nk

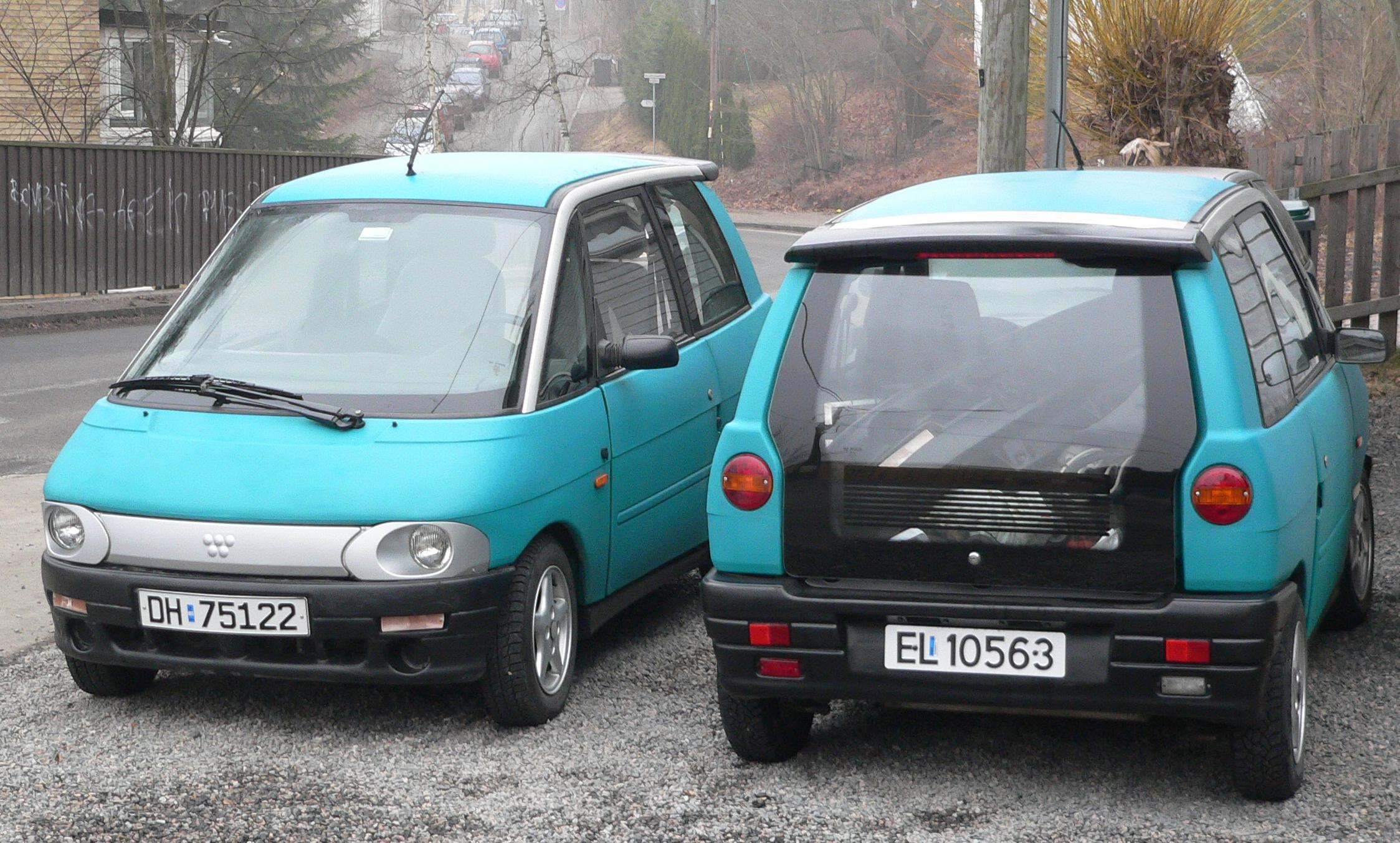
Th!nk PIV3

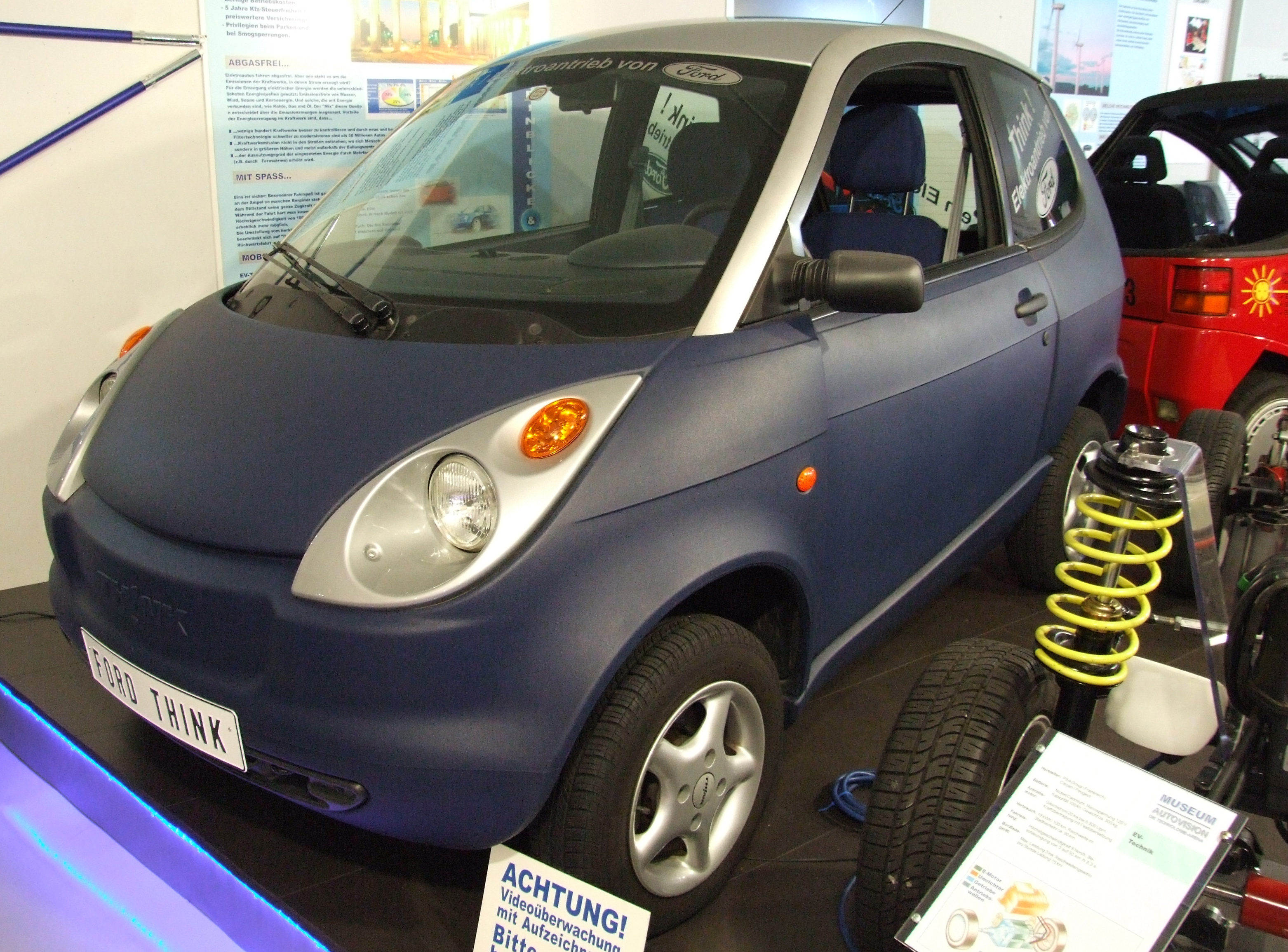
Ford Th!nk

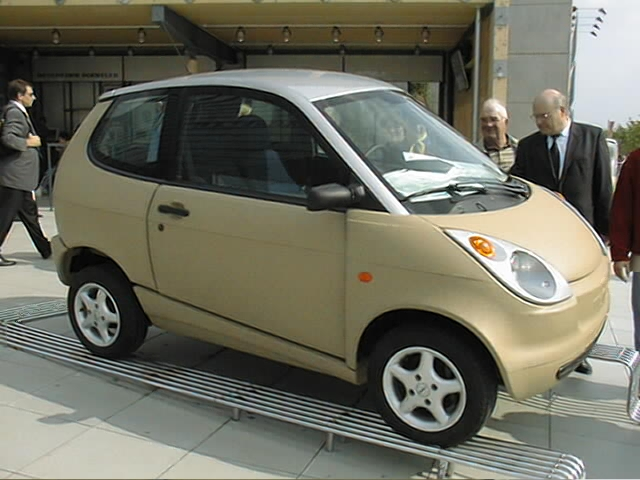
Th!nk City in Hannover

Th!nk was een Noorse motorvoertuigenproducent.

## Geschiedenis van het bedrijf
Het bedrijf begon met de bouw van kleine elektrische auto's, aanvankelijk onder de naam Pivco. De voertuigen werden geproduceerd in Aurskog-Høland.
De eerste wagens, gebruikt voor de Olympische Spelen van Lillehammer, werden in een oplage van slechts tien stuks geproduceerd. Het model dat in 1999 op de markt kwam werd uiteindelijk fors beter verkocht, met een oplage van meer dan duizend. De auto's werden voornamelijk in Noorwegen en de Verenigde Staten verkocht.
In Nederland was de Th!nk korte tijd te huren of leasen via Hertz.
Het was kennelijk interessant genoeg voor de PAG om het merk onder haar vleugels te nemen, maar na aanhoudend slechte resultaten in (aanvankelijk) Europa verkocht Ford het merk weer in 2003.
In april 2007 werden een driehonderdtal gebruikte wagens van de Verenigde Staten terug verscheept naar Noorwegen. Het voornemen van Ford om de auto's te verschroten was daarmee verijdeld. Het plan was om deze occasions via de Noorse Forddealers te verkopen. De Amerikaanse versie is herkenbaar aan het klepje in het spatbord voor de oplaadstekker.
Later werd de Th!nk City geproduceerd, een voertuig met aanmerkelijk meer succes.
De productie van de Th!nk City stopte in maart 2011 en het bedrijf Think Global ging failliet in juni 2011 (voor de 4e keer in 20 jaar). Het bedrijf werd gekocht door Electric Mobility Solutions AS die de productie hervatte tot in augustus 2012. Sindsdien is de productie gestaakt.